# Pokémon: The Rise of Darkrai
Gekijōban Pocket Monsters Diamond & Pearl Dialga VS Palkia VS Darkrai (劇場版ポケットモンスター ダイヤモンド&パール ディアルガVSパルキアVSダークライ Gekijōban Poketto Monsutā Daiyamondo to Pāru Diaruga Tai Parukia Tai Dākurai?, Pocket Monsters Diamante y Perla la Película: Dialga VS Palkia VS Darkrai), conocida en Estados Unidos como The Rise Of Darkrai, es la décima película del anime Pokémon, y la primera de la saga Diamante y Perla.
Es la primera película que presenta Pokémon de la cuarta generación, y tiene de protagonistas a los legendarios Pokémon Dialga, Palkia y Darkrai. Los eventos de esta película son la base principal para los eventos de la siguiente, Pokémon: Giratina and the Sky Warrior, ya que las tres primeras películas de esta generación forman parte de una trilogía.
Fue estrenada en los cines japoneses el 14 de julio de 2007, en Cartoon Network para Estados Unidos el 23 de febrero de 2008, en España por Jetix el 6 de septiembre del 2008, en México el 13 de mayo de 2009 en señal abierta por XHGC-TV y en el resto de Hispanoamérica, fue estrenada por Cartoon Network el 18 de febrero de 2010.

## Ambientación
Pueblo Álamos está basado entre una unión de Barcelona y Granada. En septiembre de 2006 el equipo viajó a España donde escogió varios fondos para la película. 
La Torre del Espacio-Tiempo está basada en la Sagrada Familia de Antoni Gaudí. La sierra que se ve, de Sierra Nevada. También hay un puente simulado al Puente Nuevo de Ronda, y al Tajo de ya mencionado.
De acuerdo al Mundo Pokémon, los hechos de la película ocurren entre el camino de Ciudad Eterna a Ciudad Hearthome.

## Argumento
En la infinita y eterna grieta del espacio y tiempo, dos entidades que jamás debieron encontrarse, chocan en un combate de grandes proporciones. Una de ella es la deidad del tiempo Dialga quien logra herir a su contraparte Palkia, la deidad del espacio. Mientras tanto, en otro lugar un hombre lee el diario de un famoso arquitecto llamado Godey. En este, se predice lo que podría ser la destrucción del mundo debido a fuerzas poderosas que colisionan unas con otras.
Es otro día para Ash y sus compañeros de viaje. Dawn/Maya está impaciente por participar en el concurso que se llevara a cabo en Pueblo Álamos, pero pronto sus sueños parecen frustrados al cruzarse con un enorme acantilado que separa el camino hacia el pueblo. Por suerte para ellos, una hermosa joven y su Chimchar se ofrecen a llevarlos en un globo. El nombre de esta amable mujer es Alice y sus pasatiempos son guiar a los turistas y estudiar música.
A lo largo del recorrido turístico, el grupo de Ash conoce las majestuosas torres del tiempo y el espacio diseñadas por el brillante arquitecto Godey, además tienen un combate uno a uno con tres entrenadores los cuales son Allegra, Kai y Maury los cuales usan a un Infernape un Empoleon y un Torterra respectivamente, y finalmente terminan en uno los jardines del pueblo, otra de las obras de Godey. Se dice que dicho lugar está habitado por el misterioso Pokémon Legendario Darkrai. En este mismo jardín, Ash y los demás se encuentran con el Barón Alberto y con Tonio. El primero es un sujeto arrogante y adinerado, mientras que el otro es un científico, ambos son conocidos de Alice.
Anomalías en el espacio y el tiempo perturban a Pueblo Álamos. Esto inquieta a Tonio, quien cree que dichos sucesos tienen alguna relación con una pesadilla que Godey tuvo y que publicó en su diario. Por otra parte, el Barón Alberto está convencido de que Darkrai es el directo responsable, por lo que organiza junto con otros entrenadores un ataque en contra de este Pokémon.
De repente, una perturbación recorre el pueblo, alarmando a Tonio y partiendo una maceta en dos como si fuera de papel. Una sombra sale desde el jardín, llamando la atención de Ash. Misteriosamente, una nube tapa el sol, la sombra se vuelve circular, y una tenebrosa voz dice a los protagonistas que no les quiere ver allí. Darkrai sale desde la sombra. El Barón Alberto ordena a su Lickilicky que ataque a Darkrai, aunque este lo evita y ataca a Lickilicky con Brecha negra, pero lo esquiva y alcanza a Ash.
Ash, que no se sabe dormido, ve en su pesadilla a Palkia, pero no sabe quién es ni entiende el porqué de su aparición. Finalmente, Pikachu le despierta con una descarga eléctrica.
Alice y Tonio muestran nuestros protagonistas las Torres del Espacio y Tiempo y les llevan a ver el enorme instrumento musical que hay en la cima.
Mientras tanto, Dialga y Palkia siguen con su brutal batalla interdimensional. Palkia, malherido, crea un portal para teletransportarse a nuestro mundo, provocando un resplandor rosa sobre el pueblo, aunque nadie puede verlo, porque se ha vuelto invisible. Sin embargo Darkrai sabe que está allí y reaparece desde las sombras ordenándole que se vaya de allí. El Barón Alberto aparece para combatirle seguido por el Team/Equipo Rocket haciéndose pasar por reporteros, sin embargo este nuevo combate es infructuoso; Darkrai lanza una gran cantidad de Brechas Negras y huye perseguido por Ash y Pikachu. Ash le grita a Darkrai que el único que se va a ir es él, a lo que Darkrai contesta: "Ni hablar. ME QUEDO". Finalmente, duerme al Lickilicky del Barón Alberto y se va.
Los sucesos extraños continúan, y el Barón Alberto, convertido en Lickilicky por la pesadilla de su Pokémon, organiza un linchamiento contra Darkrai, sin embargo, Tonio dice que Darkrai no tiene ni poder ni maldad para provocar todo lo que ocurre, y rememora un día en que salvó a Alice de forma desinteresada.
Más tarde la verdad se revela cuando Tonio descubre que el verdadero Pokémon que está causando todos los estragos en el pueblo no es nada más ni nada menos que aquel del que se dice controla el espacio: Palkia que está en la cima de las Torres del Espacio y Tiempo. Darkrai que se dio cuenta de esta situación desde un principio, comenzó actuar de forma sospechosa pero lo único que quería era proteger el pueblo.
La situación empeora cuando aparece Dialga en escena y ahora el pueblo completo es transportado a otra dimensión, entonces comienza una lucha legendaria entre Darkrai, Palkia y Dialga. Inmediatamente por el gran choque de Dialga y Palkia el pueblo comienzan a desintegrarse por lo que Ash y sus amigos deben actuar rápido ya que si no lo logran detenerlos todo acabará. Tonio descubre que fueron enviados a otra dimensión porque Palkia estaba alterado y el Universo se había desestabilizado, por lo que si Dialga y Palkia seguían chocando todo acabaría con el pueblo. Entonces Tonio da con la clave para detener este desastre. Sólo una melodía llamada oración(la cual leyó en el diario de Godey) transmitida desde las Torres del Espacio y Tiempo puede calmar a Palkia y a Dialga y devolver el pueblo a la normalidad. Así que Ash, Dawn y Alice suben a un globo para llegar a la torre y de esta forma arreglar todo. De imprevisto un ataque le da al globo y todos caen en una parte de la torre; Ash toma las escaleras que poco apoco se desvanecen hasta casi llegar. Alice y Tonio tratan de descender en el maltrecho globo, pero una Distorsión de Dialga se dirige hacia el globo, pero Darkrai se interpone para salvarles.
Darkrai sigue intentando frenar la furia desenfrenada de ambos Pokémon, recibiendo los impactos brutales del Corte vacío y Distorsión, hasta caer rendido. Desgraciadamente, si se da un choque más éste acabará con el pueblo. Alice les grita que dejen de pelear. Entonces Darkrai, recuerda un día en que estando malherido en los jardines de Godey, Alicia lo encontró y le ayudó a curarse, invitándole a quedarse allí díciendo que los jardines son de todos. Mientras tanto Palkia y Dialga empiezan a cargar sus respectivos ataques, haciendo que Tonio anuncie el fin del pueblo. En se momento, Darkrai se levanta, ruge y se interpone usando Brecha negra y gritándoles que se detengan. Palkia y Dialga lanzan sus ataques, pero el ataque de Darkrai los absorbe y neutraliza, atrapando también a Dialga y Palkia. Dentro de la burbuja, Darkrai resiste las explosiones gritando lo mismo que Alicia le dijo a él: "Estos jardines son de todos", pero al final se agota y se desintegra. Por suerte la arriesgada acción de Darkrai disminuyó la capacidad del ataque e hizo que el pueblo se mantuviera temporalmente. Entonces Ash y Dawn/Maya llegan a la máquina de música, pero no tiene energía así que Ash y Dawn/Maya usan a Pachirisu y a Pikachu para darle electricidad a la máquina. Por suerte, Ash logra tocar la melodía a tiempo, provocando que las dos entidades se calmen.
Palkia recibe una gran bronca de Ash, que le echa en cara el haber destruido el pueblo y haber acabado con la vida de Darkrai entonces el, Dawn/Maya y Pikachu le dicen que por favor devuelva todo a la normalidad. Palkia ruge, y el pueblo es devuelto a su emplazamiento en perfecto estado. Sin embargo, todos se sienten tristes por la muerte de Darkrai, pero, de repente, Ash y Pikachu ven una sombra inconfundible proyectada sombre una montaña; y al girarse, descubren como Darkrai observa el pueblo, que pese haberle odiado ha sido salvado gracias a él. Ash y sus amigos, con un buen final a su aventura se retiran para emprender otras nuevas.

## Personajes

### Humanos
Ash (サトシ Satoshi?)
 Seiyū: Rica Matsumoto
Dawn/Maya (ヒカリ  Hikari?)
 Seiyū: Megumi Toyoguchi
Brock (タケシ  Takeshi?)
 Seiyū: Yūji Ueda
Jessie (ムサシ  Musashi?)
 Seiyū: Megumi Hayashibara
James (コジロウ Kojirō?)
 Seiyū: Shinichirō Miki
Alice (アリス ?)
 Seiyū: Rosa Katō
Tonio (トニオ ?)
 Seiyū: Kōji Yamamoto
Barón Alberto (アルベルト男爵 ?)
 Seiyū: Kōichi Yamadera
Allegra (マキ  Maki?)
 Seiyū: Shōko Nakagawa
Kai (ダイ  Dai?)
 Seiyū: Ryūji Akiyama
Maury (カツミ  Katsumi?)
 Seiyū: Hiroshi Yamamoto
Godey (ゴーディ ?)
 Seiyū: Kenta Miyake
Enfermera Joy (ジョーイ  Joi?)
 Seiyū: Kikuko Inoue

### Pokémon
Pikachu (ピカチュウ ?)
 Seiyū: Ikue Otani
Meowth (ニャース  Nyarth?)
 Seiyū: Inuko Inuyama
Darkrai (ダークライ?)
 Seiyū: Kōji Ishizaka

## Reparto
| Personaje     | Actor de Voz (Japón)                   | Actor de Voz (España)              | Actor de Voz (Hispanoamérica) |
| ------------- | -------------------------------------- | ---------------------------------- | ----------------------------- |
| Ash           | Rika Matsumoto                         | Adolfo Moreno                      | Gabriel Ramos                 |
| Dawn          | Megumi Toyoguchi                       | Mar Bordallo                       | Gaby Ugarte                   |
| Brock         | Yuji Ueda                              | Javier Balas                       | Alan Prieto                   |
| Pikachu       | Ikue Ōtani                             | Ikue Ōtani                         | Ikue Ōtani                    |
| Jessie        | Megumi Hayashibara                     | Amparo Valencia                    | Diana Pérez                   |
| James         | Shinichiro Miki                        | Iván Jara                          | José Antonio Macías           |
| Meowth        | Inuko Inuyama                          | José Escobosa                      | Gerardo Vázquez               |
| Enfermera Joy | Kikuko Inoue                           | Pilar Martín                       | Mildred Barrera               |
| Narrador      | Unshō Ishizuka                         | Eduardo del Hoyo                   | Gerardo Vázquez               |
| Alice         | Rosa Katō Mamiko Noto (niña)           | Olga Velasco                       | Rebeca Gómez                  |
| Alicia        | Chiharu Suzuka Mamiko Noto (niña)      | Pilar Martín                       | Rebeca Gómez                  |
| Godey         | Kenta Miyake                           | José Escobosa                      |                               |
| Tonio         | Kōji Yamamoto Daisuke Sakaguchi (niño) | Lorenzo Beteta Pilar Martín (niño) | Diego Armando Nieves          |
| Barón Alberto | Kōichi Yamadera                        | Rafa Romero                        | Ricardo Tejedo                |
| Darkrai       | Kōji Ishizaka                          | Héctor Cantolla                    | Humberto Solorzano            |
| Allegra       | Shōko Nakagawa                         |                                    |                               |
| Kai           | Ryūji Akiyama                          | Eduardo del Hoyo                   |                               |
| Maury         | Hiroshi Yamamoto                       | Álex Saudinós                      | Gabriel Ortiz                 |

## Banda sonora
| # Track | Canción                    | Título en español                         | Intérprete(s) en inglés   | Intérprete(s) del doblaje español | Intérprete(s) del doblaje mexicano |
| ------- | -------------------------- | ----------------------------------------- | ------------------------- | --------------------------------- | ---------------------------------- |
| 1       | "We Will be Heroes"        | Seremos héroes                            | John Loeffler             | Dani Anglés                       | Mario Cuevas                       |
| 2       | "I'll Always Remember You" | Siempre te Recordaré/Yo Nunca te Olvidaré | Kirsten Price             | Àgata García                      | Tamara Vargas                      |
| 3       | "Living in the Shadow"     | Viviendo en la Sombra/Vives en la Sombra  | Chris "Breeze" Barczynski | Sergi Cuenca Marc Vilavella       | Mario Cuevas                       |

## Recepción
The Rise Of Darkrai recibió críticas mixtas y mayormente positivas por parte de la audiencia y los fanes. En el sitio web Rotten Tomatoes la audiencia le dio una aprobación de 70%, basada en más de 1000 votos, con una calificación promedio de 4/5. En la página web IMDb tiene una calificación de 6.5 basada en más de 1000 votos. En la página Anime News Network posee una puntuación aproximada de 7 (bueno), basada en más de 200 votos, mientras que en MyAnimeList tiene una calificación de 7.3, basada en más de 23 000 votos.